# Lanas
Lanas – miejscowość i gmina we Francji, w regionie Owernia-Rodan-Alpy, w departamencie Ardèche.
Według danych na rok 1990 gminę zamieszkiwały 273 osoby, a gęstość zaludnienia wynosiła 28 osób/km² (wśród 2880 gmin regionu Rodan-Alpy Lanas plasuje się na 1356. miejscu pod względem liczby ludności, natomiast pod względem powierzchni na miejscu 1141.).